# Sipunculus polymyotus
Sipunculus polymyotus là loài động vật thuộc chi Sá sùng. Loài này được Fisher mô tả khoa học vào năm 1947.